# Nogent-sur-Vernisson
 Nogent-sur-Vernisson  es una población y comuna francesa, situada en la región de Centro, departamento de Loiret, en el distrito de Montargis y cantón de Châtillon-Coligny.

## Demografía
| 1550 | 1756 | 2016 | 2414 | 2357 | 2443 |
| Para los censos de 1962 a 1999 la población legal corresponde a la población sin duplicidades (Fuente: INSEE [Consultar]) |      |      |      |      |      |

## Puntos de interés
- Arboretum national des Barres